# Montagne du Goulet
Pour les articles homonymes, voir Goulet.
La montagne du Goulet est une montagne située dans l'est du département de la Lozère culminant à 1 497 mètres d'altitude et appartenant au massif de la Margeride. Elle est située à l'extrême nord du parc national des Cévennes.

## Géographie

### Topographie
Prenant la forme d'un plateau érodé d'environ 20 km de long dans le sens ouest-est, et 5 à 6 km de large dans le sens nord-sud, le Goulet forme une crête strictement parallèle à celle du mont Lozère (1 699 m) située au sud et à celle du Moure de la Gardille (1 503 m) située au nord. Elle domine d'environ 400 mètres les vallées situées de part et d'autre.

### Hydrologie
De nombreux cours d'eau prennent leur source (dont le Lot) sur la montagne. Elle est située sur la ligne de partage des eaux entre l'Atlantique et la Méditerranée.

### Géologie
La montagne du Goulet se rattache géologiquement aux Cévennes méridionales. Elle est formée de schiste et une grande faille au nord, orientée est-ouest, la sépare de formations sédimentaires transgressives triasiques et liasiques qui surmontent le socle christallophyllien, lequel se prolonge plus au nord dans les Cévennes ardéchoises.

### Climat
Formant une barrière à l'est du Massif central, à proximité immédiate de l'Ardèche, le Goulet reçoit des précipitations abondantes (environ 1 100 à 1 500 mm par an) tout au long de l'année.

### Faune et flore
La montagne est fortement boisée depuis le début du XXe siècle, essentiellement de résineux (épicéas et sapins).